# حركة تجديد العمل العمالي
حركة تجديد العمل العمالي (بالإسبانية: Movimiento Renovación Acción Laboral) هو حزب سياسي في كولومبيا. في الانتخابات التشريعية التي أجريت في 10 مارس 2002، فاز الحزب كواحد من العديد من الأحزاب الصغيرة بالتمثيل البرلماني. في الانتخابات التشريعية المتزامنة لعام 2006، فاز الحزب بواحد من أصل 166 نائبًا ولم يكن هناك أعضاء في مجلس الشيوخ.